# Locomotiva FS E.400

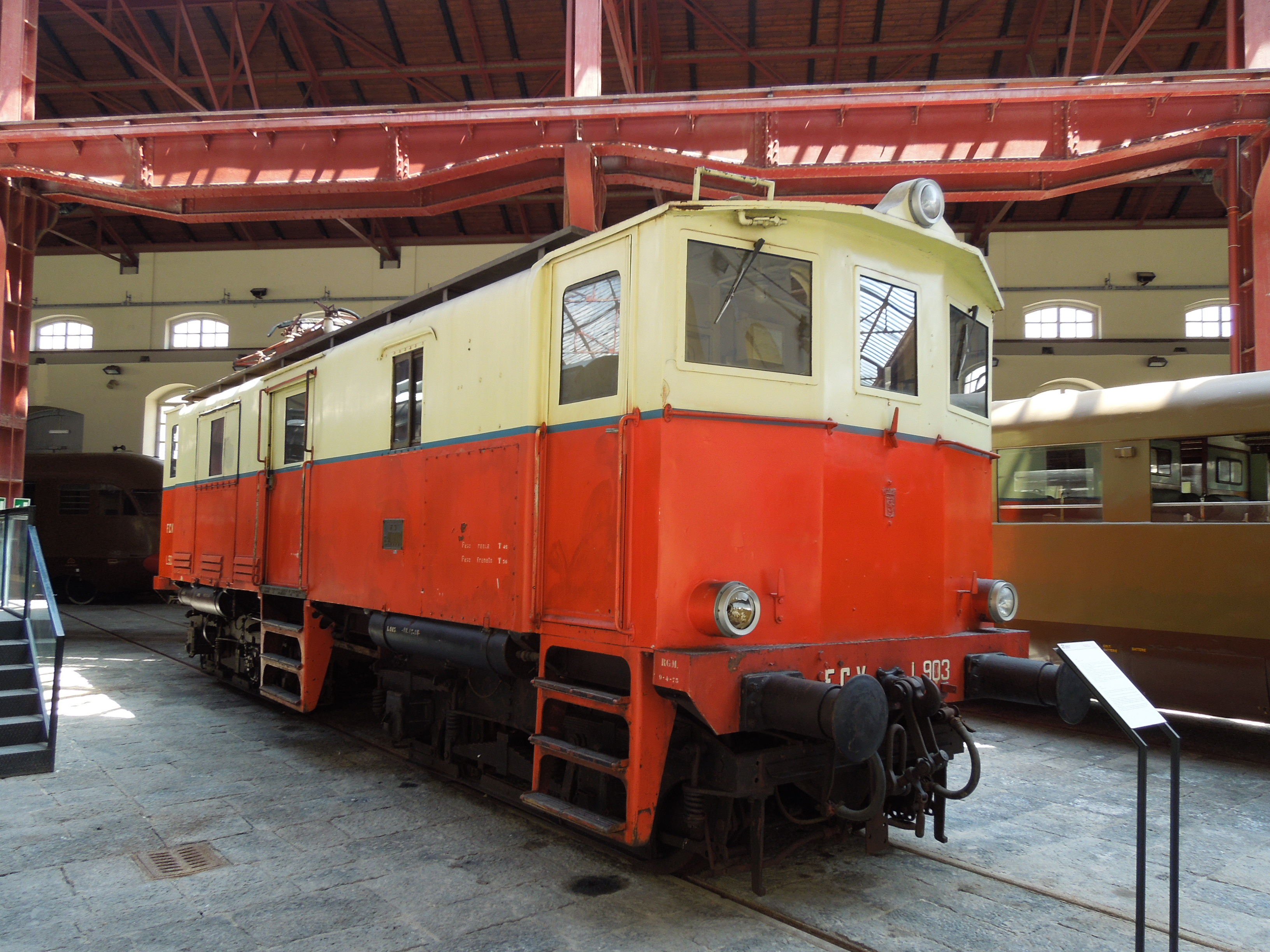
Locomotiva conservata al Museo Ferroviario di Pietrarsa con la livrea della Ferrovia Casalecchio-Vignola

Le locomotive E.400 sono un gruppo di tre locomotive elettriche a corrente continua a 3000 volt, a cassa unica e due carrelli motori, costruite dalla Società Nazionale Officine di Savigliano (SNOS), nel 1929 per l'esercizio della ferrovia Aosta-Pré-Saint-Didier.

## Storia
Le tre locomotive nacquero come unità di trazione specifiche per la nuova linea valdostana, costruite dalla SNOS su ordinazione della Società mineraria Cogne di Aosta che le immatricolò come E1, E2 ed E3. A partire dal 1931 l'esercizio della linea passò alle Ferrovie dello Stato e conseguentemente assunsero la nuova denominazione di E.400. 
Nonostante in quel periodo imperasse ancora la corrente alternata trifase l'elettrificazione della linea era stata decisa, con lungimiranza, in corrente continua visti anche i buoni risultati di esercizio della ferrovia Torino–Ceres; ci si avvalse in questo caso dell'allora rivoluzionaria tecnica dei raddrizzatori a vapori di mercurio per la conversione in continua dell'energia elettrica.
Passato il periodo d'oro dello sfruttamento delle miniere di carbone della Valle d'Aosta il traffico merci della linea calò drasticamente e per contenere le spese, anziché ammodernarne le infrastrutture, le FS nel 1968 decisero la de-elettrificazione della linea che continuò ad essere utilizzata da automotrici e locomotive a vapore o diesel; le tre locomotive elettriche vennero quindi accantonate ma non demolite. 
Qualche anno più tardi vennero cedute alla ferrovia Casalecchio–Vignola dove assunsero la denominazione di L.903-904-905, che le utilizzò quotidianamente per l'esercizio del traffico merci (prevalentemente frutta da Vignola e reti in metallo da Zola Predosa) sulla omonima linea fino all'inizio degli anni '90, quando, a causa del trasferimento delle merci su gomma e della chiusura di alcune fabbriche raccordate, l'esercizio si ridusse al lumicino.
Nella seconda metà degli anni '90 la linea venne ricostruita con un nuovo armamento e una nuova linea elettrica e convertita per il traffico pendolari del Servizio Ferroviario Metropolitano di Bologna (SFM), iniziato nel settembre 2003.
Durante questi ultimi anni le due locomotive rimaste, la L.904 e la L.905, sono state utilizzate per piccole manovre sulla linea Bologna–Vignola dalla società ATC (poi FBV, confluita in FER), mentre la L.903, nella livrea rosso-gialla con cui ha servito negli ultimi anni di carriera sulla FCV, è andata a far parte della dotazione di rotabili storici del Museo Ferroviario di Pietrarsa a cui è stata donata nel 1989.
Sebbene revisionate attorno al 2002-2003, la L.904 e la L.905 si trovano attualmente accantonate al deposito di Casalecchio e, in quanto rotabili ormai in disuso, non sono state oggetto di trasferimento alla società Ferrovie Emilia Romagna che ha assunto la gestione della linea in oggetto dal 1º febbraio 2009.